# Dor Turgeman
Dor David Turgeman (hebräisch דור דויד תורג'מן; * 24. Oktober 2003 in Aschdod) ist ein israelischer Fußballspieler.

## Karriere

### Verein
Zur Saison 2021/22 ging Turgeman von der U19 von Maccabi Tel Aviv fest in deren erste Mannschaft über. Bereits zuvor gab er in der Saison 2020/21 bei einem 3:0-Sieg über Maccabi Petach Tikwa am 23. Mai 2021 sein Ligadebüt, als er in der 86. Minute für Eduardo Guerrero eingewechselt wurde. Ab September 2021 wurde er für den Verlauf der weiteren Saison an Beitar Tel Aviv verliehen. Nach seiner Rückkehr spielte er mit seiner Mannschaft in der Conference League 2023/24, wo er in jeder Partie seines Teams, die das Achtelfinale erreichte, zum Einsatz kam.

### Nationalmannschaft
Bei der israelischen U17 bekam Turgeman von September 2019 bis Februar 2020 Einsätze in Freundschafts- und Qualifikationsspielen. Im Folgejahr ging es für ihn bei der U19 weiter. Nachdem er ein paar Mal die Kapitänsbinde getragen hatte, gehörte er auch zum Kader bei der Europameisterschaft 2022. Mit seinen Mitspielern erreichte er das Finalspiel, das mit 1:3 nach Verlängerung gegen England verloren ging. Mit der U20 nahm er an der Weltmeisterschaft 2023 teil, bei der er zwei Tore schoss und eine Vorlage erzielte. Durch einen 3:1-Sieg über Südkorea im Spiel um Platz drei wurde Israel schlussendlich Dritter, wobei er in genau dieser Partie nicht im Spielkader war.
Kurz danach spielte Turgeman mit der U21 der Europameisterschaft 2023, bei der Israel nach einem 0:3 im Halbfinale gegen England aus dem Turnier ausschied.
Sein Debüt in der A-Nationalmannschaft hatte er am 9. September 2023 bei einem 1:1 gegen Rumänien in der Qualifikation für die Europameisterschaft 2024. Er stand in der Startelf und wurde in der 62. Minute für Shon Weissman ausgewechselt. Anschließend kam er bei vier weiteren Qualifikationsspielen sowie der Play-off-Halbfinalniederlage gegen Island zum Einsatz.